# Team 7 Eleven Road Bike Philippines/2014
Deze pagina geeft een overzicht van de wielerploeg Team 7 Eleven Road Bike Philippines in 2014.

## Transfers
| Inkomend            | Team 2013                      | Uitgaand              | Team 2014                              |
| ------------------- | ------------------------------ | --------------------- | -------------------------------------- |
| Edgar Nohales Nieto | Polygon Sweet Nice             | Jerry Aquino          | LBC-MVP Sports Foundation Cycling Team |
| Daniel Patten       | Team Smartstop-Mountain Khakis | Ronnel Hualda         | Onbekend                               |
| Dominic Perez       | Onbekend                       | Jan Paul Morales      | Onbekend                               |
| Cris Joven          | Onbekend                       | Lloyd Lucien Reynante | Onbekend                               |
| Nicolas Edmundo     | Onbekend                       | Ryan Tugawin          | Onbekend                               |
| Carlos Gasmen       | Onbekend                       | John Mark Camingao    | Onbekend                               |
| Angel De Julian     | Onbekend                       | Harvey Sicam          | Onbekend                               |
|                     |                                | Nelson Martin         | Onbekend                               |

## Renners
| Naam                          | Geboortedatum     | Nationaliteit       | Ploeg 2013                     |
| ----------------------------- | ----------------- | ------------------- | ------------------------------ |
| Mark Bordeos                  | 8 januari 1995    | Filipijnen          |                                |
| Ryan Cayubit                  | 7 juni 1991       | Filipijnen          |                                |
| Angel De Julian (vanaf 25/07) | 6 mei 1993        | Spanje              | Onbekend                       |
| Nicolas Edmundo               | 24 november 1990  | Filipijnen          | Onbekend                       |
| Marcelo Felipe                | 10 februari 1990  | Filipijnen          |                                |
| Mark Galedo                   | 11 september 1985 | Filipijnen          |                                |
| Carlos Gasmen                 | 1 september 1990  | Filipijnen          | Onbekend                       |
| Cris Joven                    | 24 mei 1986       | Filipijnen          |                                |
| Edgar Nohales Nieto           | 28 juli 1986      | Spanje              | Polygon Sweet Nice             |
| Daniel Patten (tot 25/07)     | 11 juli 1986      | Verenigd Koninkrijk | Team Smartstop-Mountain Khakis |
| Dominic Perez                 | 1 oktober 1994    | Filipijnen          |                                |
| Jonipher Ravina               | 22 juni 1981      | Filipijnen          |                                |

## Kalender (profwedstrijden)
| Wedstrijd          | Datum                        | Categorie |
| ------------------ | ---------------------------- | --------- |
| Ronde van China I  | 30 augustus-5 september 2014 | 2.1       |
| Ronde van China II | 8-14 september 2014          | 2.1       |

## Overwinningen
| Wedstrijd                              | Datum            | Categorie | Winnaar     |
| -------------------------------------- | ---------------- | --------- | ----------- |
| 2e etappe Ronde van de Filipijnen      | 22 april 2014    | 2.2       | Mark Galedo |
| Eindklassement Ronde van de Filipijnen | 21-24 april 2014 | 2.2       | Mark Galedo |

2013 · 2014 · 2015 · 2016